# Pena de muerte en Argentina
La pena de muerte en Argentina fue abolida para los delitos comunes en 1984 y se abolió para todos los delitos en 2008, excepto en la provincia de la Pampa y Tucumán apoyado por la presidente de ese momento, Cristina Fernández de Kirchner. Asimismo, Argentina votó a favor de la moratoria de la pena de muerte de las Naciones Unidas en ocho ocasiones: 2007, 2008, 2010, 2012, 2014, 2016, 2018 y 2020. 
Argentina firmó el Segundo Protocolo Facultativo del Pacto Internacional de Derechos Civiles y Políticos el 20 de diciembre de 2006 y lo ratificó el 2 de septiembre de 2008.

## Historia

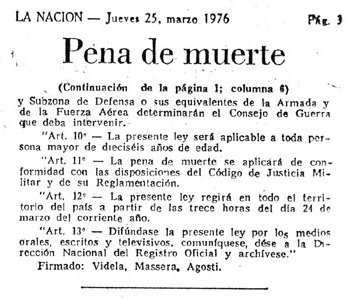
Fragmento de los comunicados emitidos por la Junta Militar respecto a la pena de muerte, diario La Nación, 25 de marzo de 1976.

Argentina restableció y abolió la pena de muerte varias veces entre 1922 y su abolición definitiva (para los delitos comunes) en 1984.